# Franklin D. Roosevelt
Franklin Delano Roosevelt (pronunciación en inglés: /ˈdʲɛlʲənoʊ ˈɹoʊzəvɛlʲtʲ/; Hyde Park, Nueva York, 30 de enero de 1882-Warm Springs, Georgia, 12 de abril de 1945), también conocido como Franklin D. Roosevelt, Franklin Roosevelt o por sus iniciales FDR, fue un político y abogado estadounidense que ejerció como 32.º presidente de Estados Unidos desde 1933 hasta su muerte en 1945.
Miembro del Partido Demócrata, ganó cuatro elecciones presidenciales consecutivas, convirtiéndose en una figura central de los acontecimientos mundiales de la primera mitad del siglo xx y en el presidente que más tiempo ha permanecido en el cargo en la historia del país. En sus dos primeras legislaturas, Roosevelt presidió el gobierno federal durante la mayor parte de la Gran Depresión y puso en marcha un ambicioso programa nacional conocido como New Deal, en respuesta a la peor crisis económica en la historia de Estados Unidos. Líder indiscutible de su partido, forjó la llamada «Coalición del New Deal», que definió  las líneas maestras de la política y el liberalismo moderno en Estados Unidos de las tres décadas posteriores. Su tercer y cuarto mandato estuvieron marcados por la entrada de Estados Unidos en la Segunda Guerra Mundial, que terminó apenas unos meses después de su muerte en el cargo.
En 1910, ganó las elecciones al senado por el estado de Nueva York y tras dos años como senador se convirtió en subsecretario de Marina del presidente Woodrow Wilson durante la Primera Guerra Mundial. Roosevelt se presentó como compañero de fórmula de James M. Cox en la candidatura del Partido Demócrata para las elecciones presidenciales de 1920, pero Cox fue derrotado por el republicano Warren G. Harding. En 1921, Roosevelt contrajo una enfermedad, en ese momento diagnosticada como poliomielitis, que dejó paralizadas sus piernas de forma permanente. Mientras trataba de recuperarse de su enfermedad, fundó un centro de rehabilitación en Warm Springs, en el estado de Georgia, para tratar a enfermos de polio. A pesar de no poder caminar sin ayuda y con muchos epígonos de la política estadounidense dando por concluida su carrera política, Roosevelt regresó a la política tras su victoria en las elecciones a gobernador del estado de Nueva York de 1928, cargo que ocupó entre 1929 y 1932, y donde destacó por sus programas para combatir los efectos de la crisis económica que azotaba el país.
En las elecciones presidenciales de 1932, Roosevelt derrotó al presidente republicano Herbert Hoover por una aplastante mayoría. Asumió el cargo de presidente en medio de la Gran Depresión, la peor crisis económica de la historia de Estados Unidos. Durante los primeros 100 días del 73.º Congreso de Estados Unidos, Roosevelt encabezó una nueva legislación federal sin precedentes y dictó abundantes órdenes ejecutivas que establecieron el New Deal, una amplia variedad de programas de ayuda, recuperación y reforma. Creó numerosos programas para aliviar la situación de los desempleados y agricultores, mientras se trabajaba en la recuperación de la economía a través de nuevos organismos como la National Recovery Administration (NRA). También puso en marcha múltiples e importantes reformas regulatorias en el sector financiero, de las comunicaciones y laboral, además de convertirse en el presidente que puso fin a la ley seca. Se sirvió de la radio para hablar directamente al pueblo estadounidense, con más de treinta discursos durante su presidencia, conocidos como «charlas junto a la chimenea» y se convirtió en el primer presidente del país en salir en televisión. Con la economía dando síntomas notables de mejora entre 1933 y 1936, Roosevelt ganó de nuevo las elecciones con una amplia mayoría en 1936. Tras su reelección, intentó la aprobación de su proyecto de Ley de Reorganización Judicial de 1937, que habría ampliado el número de jueces de la Corte Suprema de Estados Unidos. Sin embargo, una mayoría de senadores y congresistas de ambos partidos, que a partir de entonces se conocería como «coalición conservadora», bloqueó la aprobación del proyecto de ley y de nuevos programas y reformas del New Deal. La economía volvió a caer en una profunda recesión en 1937 y 1938. Muchas de las leyes, regulaciones y nuevos organismos creados por Roosevelt sobrevivieron a su gobierno, como la Comisión de Bolsa y Valores (SEC), la National Labor Relations Act, la Corporación Federal de Seguro de Depósitos, la Seguridad Social o legislación laboral como la Fair Labor Standards Act, que estableció el derecho a un salario mínimo, entre otros.
Reelegido en las elecciones de 1940, se convirtió así en el único presidente estadounidense en servir más de dos mandatos. Con una Segunda Guerra Mundial en ciernes, Estados Unidos se declaró oficialmente neutral, pero Roosevelt proporcionó un fuerte apoyo diplomático a Reino Unido, la República de China y desde 1941 a la Unión Soviética. Tras el ataque japonés a Pearl Harbor el 7 de diciembre de 1941, el Congreso declaró la guerra a Japón, tras un célebre discurso de Roosevelt donde definió el ataque japonés como «una fecha que vivirá en la infamia»; días después, el Congreso también aprobó la declaración de guerra a Alemania e Italia. Asistido por su ayudante, Harry Hopkins y con un extraordinario apoyo del pueblo estadounidense, trabajó en estrecha colaboración con el primer ministro británico, Winston Churchill, el líder soviético Iósif Stalin y el generalísimo chino Chiang Kai-shek para la derrota de las potencias del Eje. Roosevelt encabezó la movilización de la economía estadounidense para apoyar el esfuerzo de guerra y estableció la estrategia de «Europa primero», haciendo de la derrota militar de Alemania una prioridad, incluso por delante de la de Japón. A través del Proyecto Manhattan autorizó el desarrollo de la primera bomba nuclear de la historia y trabajó junto a los líderes de los Aliados para sentar las bases de la Organización de las Naciones Unidas y otras instituciones que guiarían las relaciones internacionales de posguerra. Roosevelt resultó de nuevo elegido en las elecciones de 1944, pero para entonces su salud era muy frágil a causa del rápido declive sufrido en los años de guerra. Murió en abril de 1945, menos de tres meses después de jurar por cuarta vez como presidente. Las potencias del Eje se rindieron solo unos meses después, durante la presidencia de su sucesor, Harry S. Truman. 
Aunque su figura no está exenta de críticas notables, por lo general los historiadores y académicos coinciden en señalarle como uno de los tres presidentes más importantes y valorados de la historia del país, junto a George Washington y Abraham Lincoln.

## Biografía
Franklin Delano Roosevelt nació el 30 de enero de 1882, en Hyde Park, Nueva York. Su padre, James Roosevelt (1828-1900), era un adinerado terrateniente y vicepresidente del ferrocarril de Delaware y Hudson. La familia de Roosevelt había vivido en Nueva York durante más de doscientos años: Claes van Rosenvelt, originalmente de Haarlem en Países Bajos, llegó a Nueva York (entonces llamada Nueva Ámsterdam) hacia 1650. En 1788, Isaac Roosevelt era miembro de la convención del estado de Nueva York, que se celebró en Poughkeepsie y donde se votó para ratificar la constitución de Estados Unidos, una cuestión que llenaba de orgullo a su descendiente Franklin.
En el siglo XVIII la familia Roosevelt de Nueva York se dividió en dos ramas: los Roosevelt de Hyde Park, quienes a finales del siglo XIX eran del Partido Demócrata de los Estados Unidos; y los Roosevelt de Oyster Bay. El presidente Theodore Roosevelt, un republicano del Oyster Bay, era tío en quinto grado de Franklin. A pesar de sus diferencias políticas, las dos ramas siguieron llevándose bien. James Roosevelt conoció a su esposa en una reunión de la familia Roosevelt en Oyster Bay, y Franklin se casó con la sobrina de Theodore.
La madre de Roosevelt, Sara Ann Delano (1854-1941) era descendiente de Phillippe de la Noye, hijo de protestantes franceses hugonotes radicados en Leiden quien emigró en 1621 a Massachusetts. Su padre era Warren Delano, cónsul de Estados Unidos en China, razón por la que pasó su niñez en dicho país. En su viaje de regreso a Estados Unidos los Delano vivieron un tiempo en Valparaíso en casa de sus parientes de Chile. Su madre pertenecía a los Lyman, otra familia de gran tradición en los Estados Unidos. Franklin fue su único hijo, y se convirtió en una madre extremadamente posesiva. Puesto que James era un padre ausente y muy mayor (tenía 54 años cuando nació Franklin), Sara fue la influencia dominante en los primeros años de Franklin. Él mismo, mucho más tarde, indicó a sus amigos que durante toda su vida tuvo miedo de ella.
Roosevelt creció en una atmósfera privilegiada. Aprendió a montar a caballo, tiro, lucha y a jugar al polo y al tenis. Sus frecuentes viajes a Europa permitieron que pudiera hablar alemán y francés. No obstante, el hecho de que su padre fuera demócrata, lo apartó de la mayoría de los miembros de la aristocracia de Hudson Valley. Los Roosevelt creían en el servicio público, y eran lo suficientemente ricos para emplear su tiempo y dinero en tareas filantrópicas. Roosevelt acudió al Groton School, una residencia de estudiantes de la Iglesia Episcopal en los Estados Unidos de América cercana a Boston. Estaba profundamente influido por su director, Endicott Peabody que predicaba el deber cristiano de ayudar a los menos afortunados y fomentaba que sus alumnos ingresaran en el servicio público.
Roosevelt se graduó en Groton en 1900, y posteriormente ingresó en el Harvard College, donde realizó cursos de economía y se graduó en artes en 1904 sin muchos esfuerzos para estudiar. Mientras estaba en Harvard, Theodore Roosevelt fue elegido presidente, y su vigoroso estilo de gobierno y su celo reformista se convirtieron en el modelo de Franklin. En 1903 conoció a su futura mujer Eleanor Roosevelt, sobrina de Theodore, en una recepción en la Casa Blanca (previamente se habían conocido como niños, pero este fue su primer encuentro serio).
Posteriormente, Roosevelt acudió a la Facultad de Derecho de la Universidad Columbia. Pasó la prueba de cualificación para ejercer como abogado y satisfizo los requisitos para graduarse en 1907, pero finalmente no lo hizo. En 1908 comenzó a trabajar con Ledyard y Milburn, prestigiosa firma de Wall Street, donde ejerció fundamentalmente el derecho de sociedades.

## Matrimonio e hijos

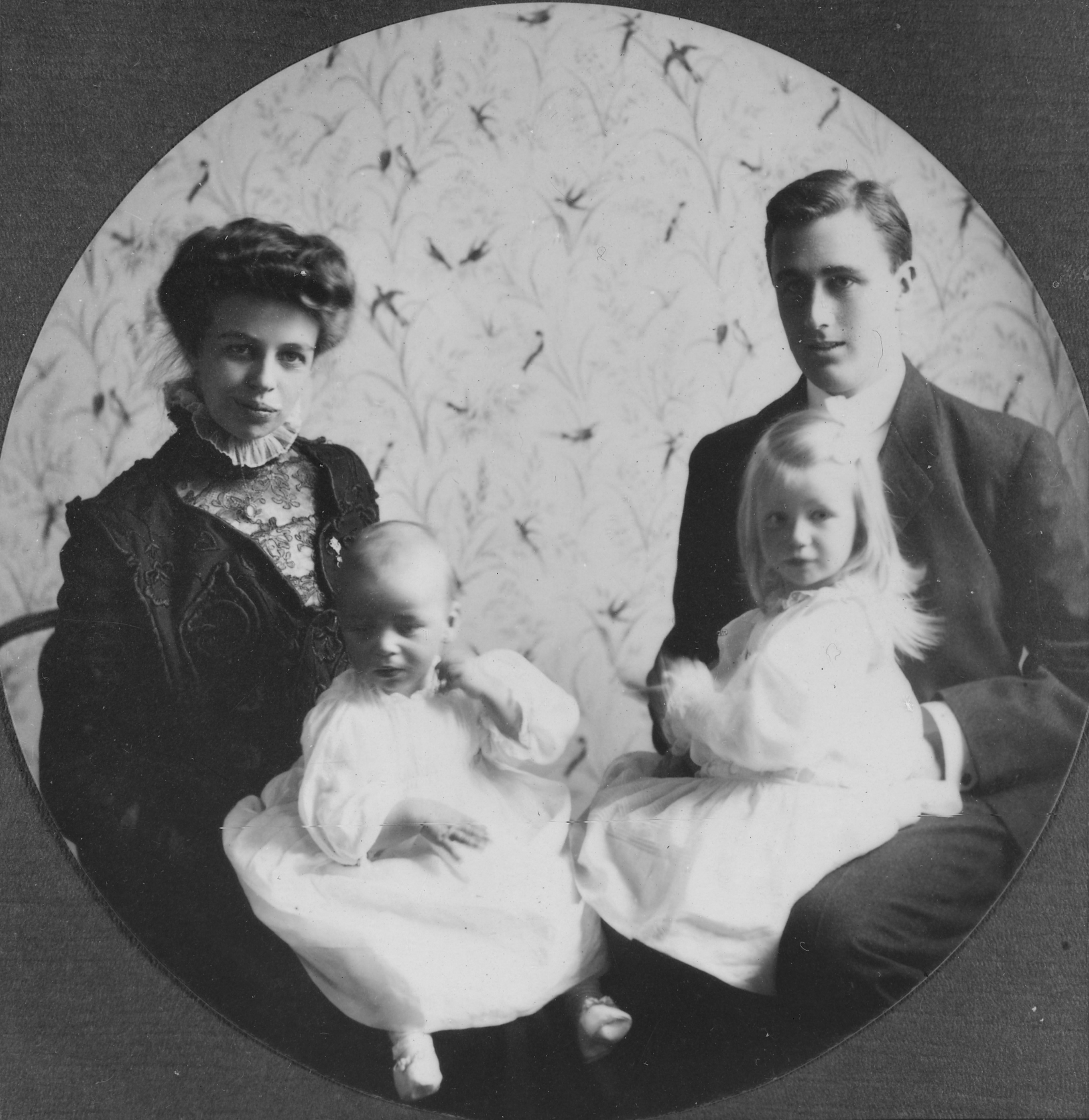
Franklin y su esposa Eleanor con sus dos hijos mayores.

Pese a la fuerte oposición de Sara Delano Roosevelt, que no quería perder el control sobre Franklin, este se casó con Eleanor el 17 de marzo de 1905. Se trasladaron a una casa comprada para ellos por Sara, que se convirtió en invitada habitual, para desgracia de Eleanor. Esta era terriblemente tímida y odiaba la vida social y, al principio, solo deseaba estar en casa y criar a los hijos de Franklin, los cuales fueron seis en una rápida sucesión:
- Anna Eleanor (1906-1975).
- James (1907-1991).
- Franklin Delano, Jr. (marzo a abril de 1909).
- Elliott (1910-1990).
- Un segundo Franklin Delano Jr. (1914-1988).
- John Aspiwall (1916-1981).

Todos los hijos supervivientes de los Roosevelt tuvieron vidas tumultuosas ensombrecidas por sus famosos padres. Entre los cuatro sumaron 15 matrimonios, 10 divorcios y 29 hijos. Todos los hijos fueron oficiales en la Segunda Guerra Mundial y fueron condecorados por sus méritos y valentía. Sus carreras posteriores a la Guerra, tanto en política como en los negocios, fueron un desastre y se evidenció que muchos de sus logros solo los habían conseguido por su padre. Dos de ellos fueron brevemente elegidos para la Cámara de Representantes de los Estados Unidos, pero ninguno llegó más alto, pese a numerosos intentos. Uno de ellos fue republicano.

## Trayectoria política

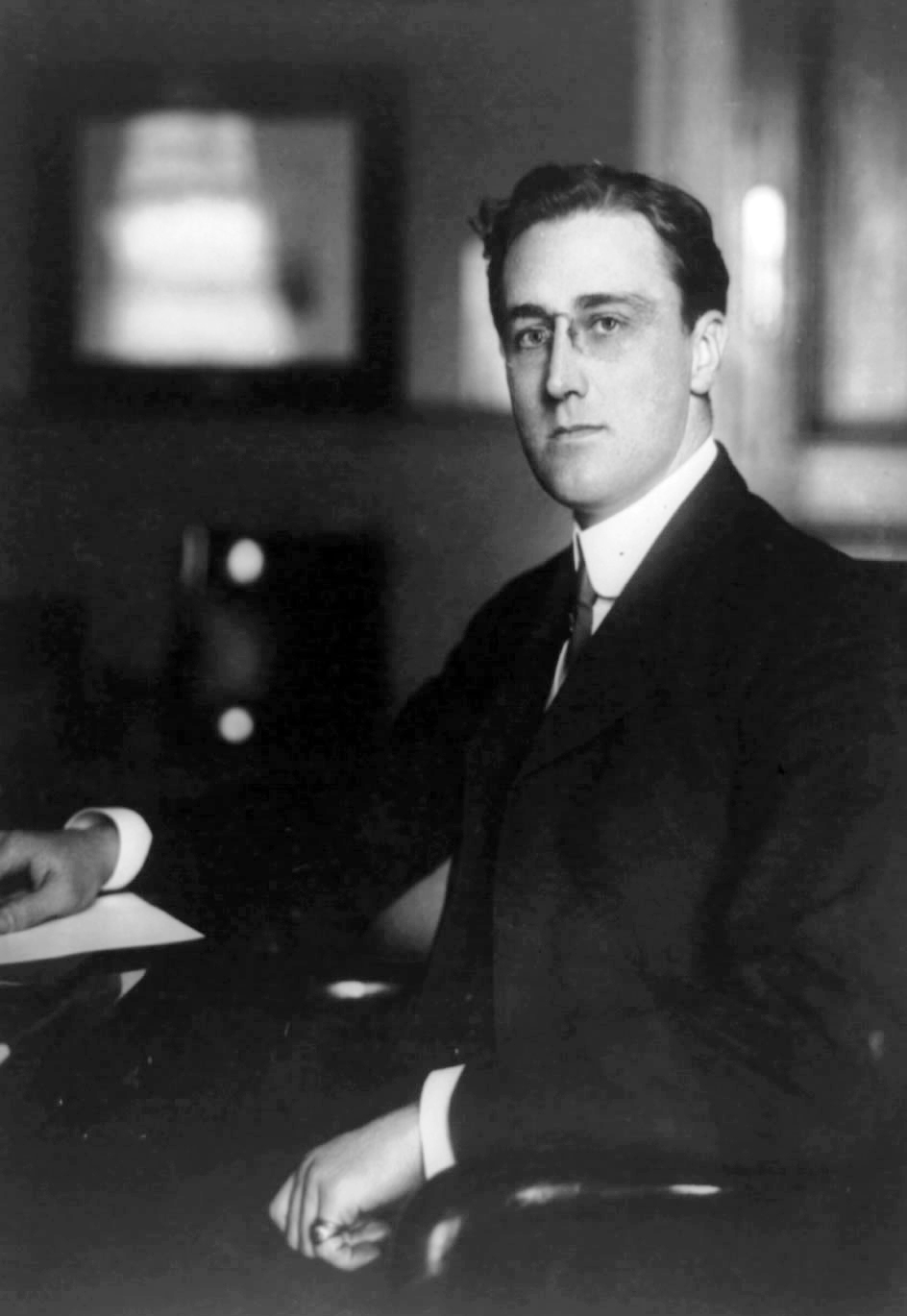
FDR como Secretario de Marina, en 1913.

En 1910, Roosevelt se presentó como candidato para el Senado del estado de Nueva York, por el distrito de Hyde Park, el cual no había elegido un demócrata desde 1884. El apellido Roosevelt, el dinero Roosevelt y la corriente demócrata de ese año, lo llevaron a la capital del estado Albany, donde lideró un grupo de reformistas que se opusieron a la maquinaria de Manhattan de Tammany Hall que dominaba al Partido Demócrata del estado. Roosevelt era joven (30 años en 1912), alto, bien parecido y bien hablado, y pronto se convirtió en una figura dentro de los Demócratas de Nueva York. Cuando Woodrow Wilson fue elegido presidente en 1912, Roosevelt asumió el cargo de secretario adjunto de la Marina. En 1914, se presentó a la elección demócrata para el Senado de los Estados Unidos, pero fue duramente derrotado en las primarias por James W. Gerard.
Entre 1913 y 1917, Roosevelt trabajó para expandir la Marina (con la importante oposición de los pacifistas de la Administración, como por ejemplo el Secretario de Estado William Jennings Bryan), y fundó la Reserva de la Marina de los Estados Unidos, para proporcionar una reserva de hombres entrenados para ser movilizados en tiempos de guerra. Wilson envió al Ejército y a los Marines a América Central y al Caribe para que intervinieran en países de dichas zonas. Roosevelt, según su propio testimonio, fue el responsable de redactar la Constitución de Haití de 1915, impuesta por Estados Unidos. Cuando Estados Unidos entró en la Primera Guerra Mundial, en abril de 1917, Roosevelt se convirtió en el más alto administrador de la Marina de los Estados Unidos, ya que el secretario del Ejército, Josephus Daniels, había sido elegido por razones políticas y tan solo desempeñaba funciones representativas.

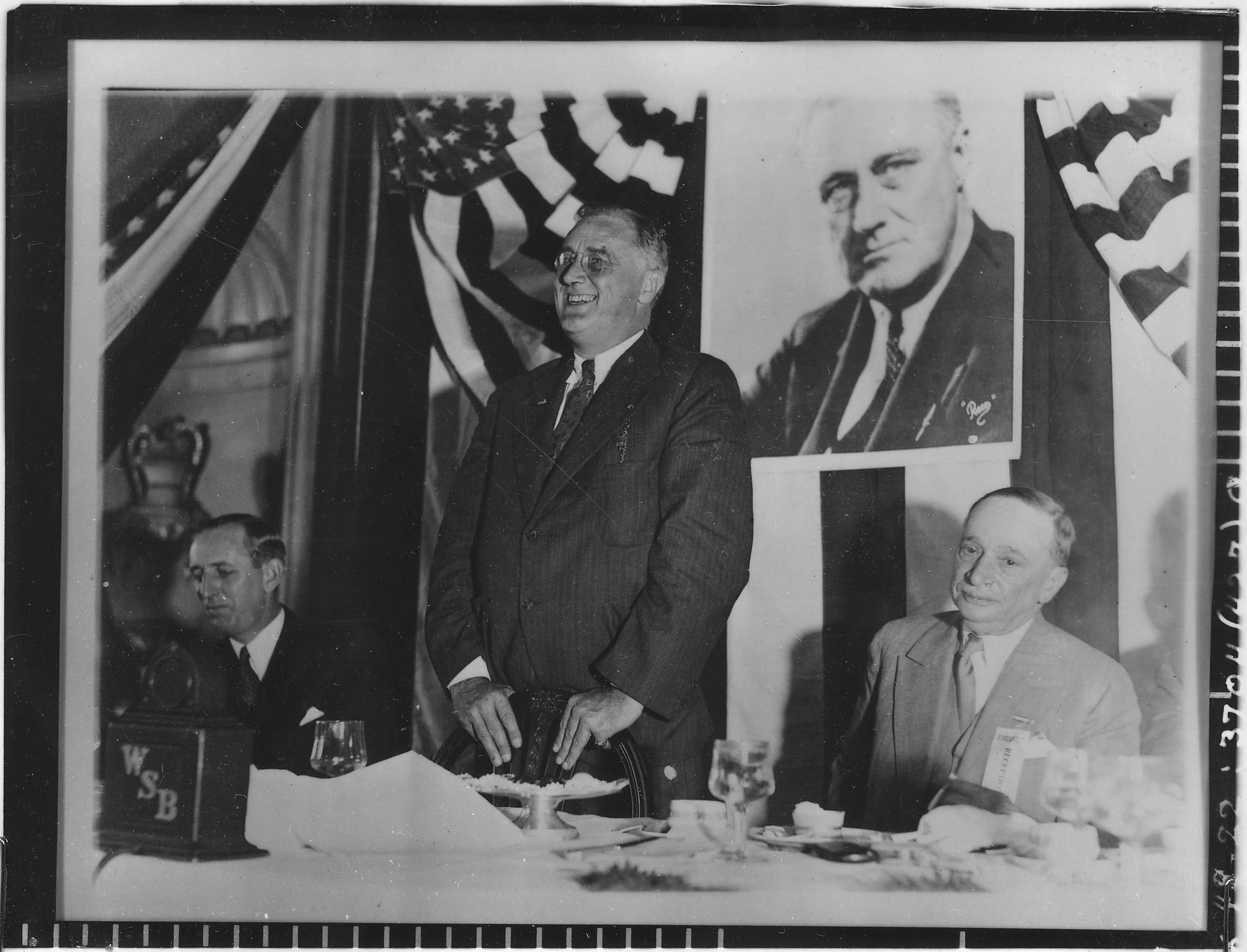
Franklin D. Roosevelt, el gobernador R.B. Russell y el senador Cohen en Atlanta, Georgia

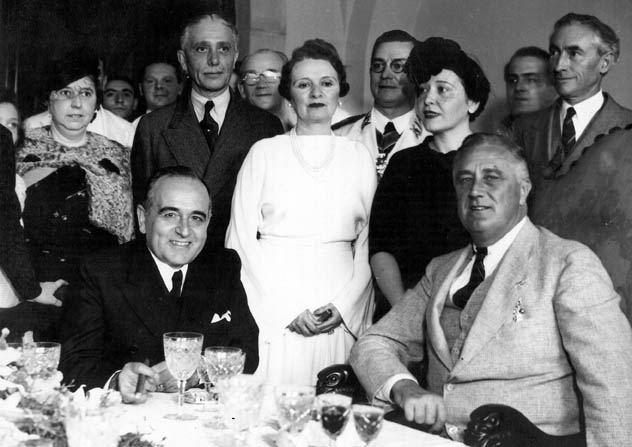
Franklin Roosevelt con el presidente brasileño Getúlio Vargas, el 27 de noviembre de 1936.

Roosevelt desarrolló un afecto por el Ejército para toda la vida. Demostró un gran talento administrativo y rápidamente aprendió a negociar con los líderes congresistas y otros departamentos gubernamentales para aprobar presupuestos y conseguir una rápida expansión del Ejército. Se convirtió en un firme defensor del submarino y de las formas para combatir la amenaza de los submarinos alemanes a la flota aliada: propuso crear una barrera de minas a través del mar del Norte desde Noruega a Escocia. En 1918, visitó Inglaterra y Francia para inspeccionar las instalaciones navales estadounidenses y en esa visita coincidió por primera vez con Winston Churchill. Con el fin de la guerra en noviembre de 1918, se encargó de la desmovilización, aunque se opuso al completo desmantelamiento del Ejército.
En 1920, la Convención Nacional Demócrata le eligió como candidato a vicepresidente de los Estados Unidos en la candidatura encabezada por el gobernador de Ohio, James M. Cox. Los oponentes republicanos denunciaron los ocho años de falta de gestión y pidieron un "retorno a la normalización". La candidatura Cox-Roosevelt fue ampliamente derrotada por el republicano Warren Harding. Entonces, Roosevelt se retiró de la práctica legal en Nueva York, pero pocos dudaron que pronto volvería a la carrera política de nuevo.

## Enfermedad
Roosevelt buscó apoyo para un regreso político en las elecciones de 1922, pero su carrera se vio truncada por una enfermedad.  Comenzó mientras los Roosevelt vacacionaban en la isla Campobello en agosto de 1921. Sus principales síntomas fueron fiebre; parálisis simétrica ascendente; parálisis facial; disfunción intestinal y vesical; entumecimiento e hiperestesia; y un patrón descendente de recuperación. Roosevelt quedó paralizado permanentemente de cintura para abajo y se le diagnosticó polio. Un estudio de 2003 favoreció firmemente el diagnóstico de síndrome de Guillain-Barré,  pero los historiadores han seguido describiendo su parálisis según el diagnóstico inicial.

## Vida privada

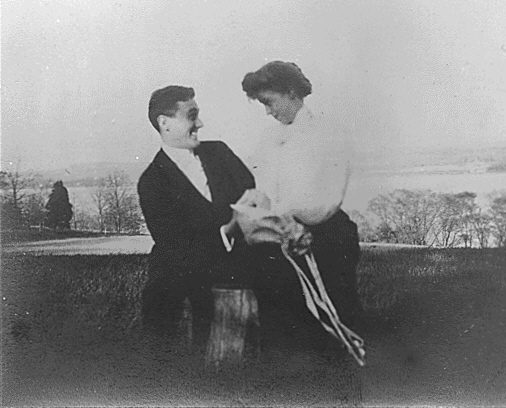
Franklin y Eleanor Roosevelt en Newburgh (Nueva York).

Roosevelt era un hombre carismático, bien parecido y activo socialmente, mientras que su mujer Eleanor era tímida y retraída, más aún teniendo en cuenta que prácticamente estuvo embarazada durante toda la década posterior a 1906. Roosevelt encontró pronto amantes fuera de su matrimonio. Una de ellas fue la secretaria social de Eleanor, Lucy Mercer Rutherfurd, quien sostuvo una relación con Roosevelt al poco tiempo de ser contratada a principios de 1914. Otra fue Margaret "Daisy" Suckley, prima suya en grado sexto que trabajó en su oficina como su asistente y su confidente y también como archivera de la primera biblioteca presidencial (la película La visita del Rey, de 2012, aborda esa relación).[cita requerida]
En septiembre de 1918, Eleanor encontró cartas en el equipaje de Franklin que revelaron la infidelidad. Se enfureció y entristeció al mismo tiempo, le enseñó las cartas y le exigió el divorcio. La madre de Franklin, Sara Roosevelt se enteró rápidamente de la crisis e intervino de forma decisiva. Argumentó que un divorcio arruinaría la carrera política de Franklin y apuntó que si Eleanor se divorciaba de Franklin, tendría que criar a cinco hijos ella sola. Dado que Sara financiaba a la pareja, es comprensible que este hecho fuera decisivo para evitar la ruptura del matrimonio.
Se alcanzó un acuerdo en el que se mantendría una apariencia de matrimonio, pero las relaciones sexuales cesaron. Sara Roosevelt pagaría una casa separada para Eleanor en Hyde Park y financiaría, asimismo, las actividades de beneficencia de Eleanor. Cuando Franklin fue elegido presidente —de lo que Sara Roosevelt siempre estuvo convencida— Eleanor sería capaz de usar su influencia para llevar a cabo sus actos de beneficencia. Eleanor aceptó estos términos y desde entonces, Franklin y Eleanor llevaron una nueva relación como amigos y colegas políticos, pero manteniendo vidas separadas. Franklin continuó viéndose con varias mujeres, incluida su secretaria Marguerite LeHand.

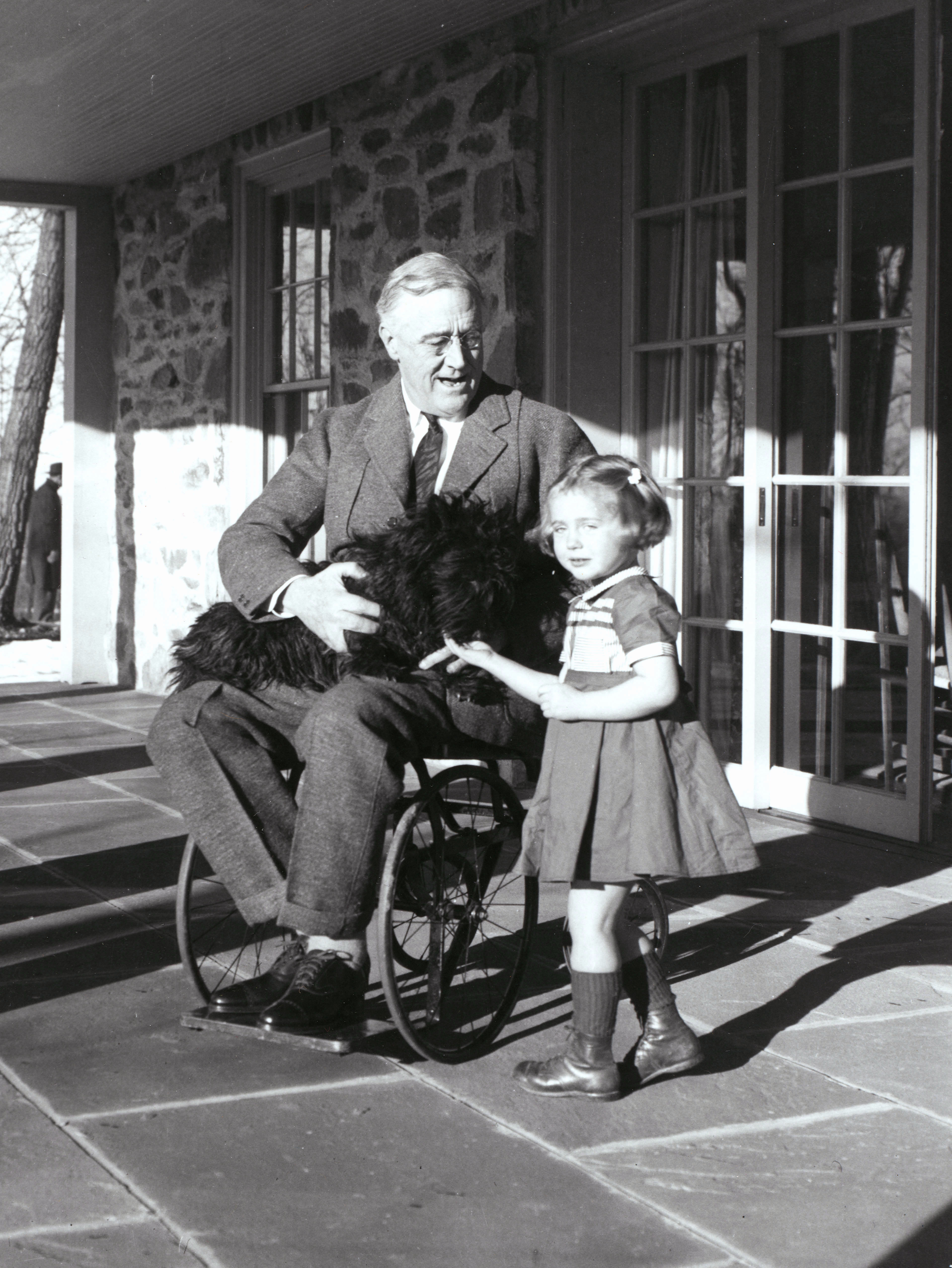
Roosevelt en silla de ruedas, consecuencia de la poliomielitis (foto de 1941).

En agosto de 1921, mientras la familia Roosevelt estaba de vacaciones en la isla Campobello, Nuevo Brunswick, Franklin enfermó de poliomielitis, una infección viral de las fibras nerviosas de la columna vertebral, que probablemente contrajo nadando en el agua estancada de un lago cercano. El resultado fue que Roosevelt se quedó total y permanentemente paralizado de cintura abajo. Al principio, los músculos de su abdomen y la parte más baja de la espalda también se vieron afectados, pero más tarde se recuperaron. De esta forma, podía levantarse y, con la ayuda de muletas, mantenerse de pie, pero no podía andar. Al contrario que en otras formas de paraplejia, sus intestinos, vejiga y funciones sexuales no se vieron afectadas.
Pese a que la parálisis por la polio no tenía cura (y sigue sin tenerla aunque ya es muy rara la infección por esta enfermedad en países desarrollados), Roosevelt rechazó la perspectiva de que iba a quedar paralítico para el resto su vida. Probó numerosos tratamientos, pero ninguno tuvo efecto. No obstante, estaba convencido de los beneficios de la hidroterapia y, en 1926, compró un resort en Warm Springs, Georgia, donde fundó un centro de hidroterapia para tratar a los pacientes infectados por la polio, el cual continúa abierto y se llama Roosevelt Warm Springs Institute for Rehabilitation (con un objetivo aún más extenso) donde pasó mucho tiempo durante la década de los 20. Esto lo hizo en parte para escapar de su madre, Sara, la cual trató de recuperar el control sobre su vida mediante el seguimiento de su enfermedad.
En una época en que las intromisiones de la prensa en la vida privada de personajes públicos no eran intensas, Roosevelt fue capaz de convencer a mucha gente de que estaba recuperándose, lo que pensaba que era esencial para retornar a la política. La Enciclopedia Británica, por ejemplo, mencionaba que «por medio de cuidadosos ejercicios y tratamiento en Warm Springs, está recuperándose paulatinamente»,[cita requerida] lo cual no era cierto en modo alguno. Sujetando sus piernas y caderas por medio de abrazaderas de hierro, aprendió a caminar distancias cortas girando su torso mientras se apoyaba con un bastón. Usaba silla de ruedas en la intimidad, pero se cuidó mucho de ser visto en público con ella, aunque en ocasiones apareció con muletas. Normalmente se mostraba de pie, mientras se apoyaba en un lado en uno de sus hijos. Pese a lo poco que le gustaba verse así, su estatua en silla de ruedas fue instalada en el Monumento a Franklin Delano Roosevelt en la ciudad de Washington.

## Gobernador del Estado de Nueva York: 1928-1932

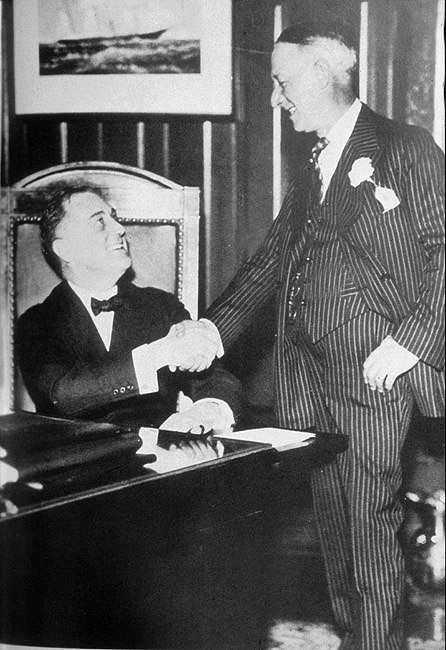
Roosevelt con Al Smith en 1930, cuando era gobernador del Estado de Nueva York.

Asistió en 1924 a la Convención Demócrata e hizo un discurso de apoyo a la candidatura para la presidencia en favor del gobernador de Nueva York, Alfred E. Smith. Aunque Smith no fue elegido, volvió a optar de nuevo en 1928 y en esta ocasión también contó con el apoyo de Roosevelt.
En torno a 1928 Roosevelt pensó que ya estaba plenamente recuperado como para relanzar su carrera política. Durante todo el tiempo que duró su retiro, se encargó de mantener sus contactos dentro del Partido Demócrata.
Smith, el candidato presidencial demócrata en las elecciones de 1928, le pidió a Roosevelt que se postulara para gobernador de Nueva York en las elecciones estatales de 1928. Roosevelt inicialmente se resistió, ya que era reacio a dejar Warm Springs y temía una victoria aplastante de los republicanos.  Los líderes del partido finalmente lo convencieron de que solo él podía derrotar al candidato republicano a gobernador, el fiscal general de Nueva York, Albert Ottinger. Ganó la nominación a gobernador del partido por aclamación y nuevamente recurrió a Howe para liderar su campaña. Roosevelt fue acompañado en la campaña por sus asociados Samuel Rosenman , Frances Perkins y James Farley. Mientras que Smith perdió la presidencia de manera aplastante y fue derrotado en su estado natal, Roosevelt fue elegido gobernador por un margen del uno por ciento, y se convirtió en un contendiente en las siguientes elecciones presidenciales.
En las elecciones de noviembre, Smith fue ampliamente derrotado por el republicano Herbert Hoover, pero Roosevelt fue elegido gobernador por un margen de 25 000 votos en una participación de 2,2 millones. Nacido al norte del Estado de Nueva York, tuvo más facilidad para ganar el voto de los residentes del Estado que no vivían en la ciudad de Nueva York con mucha más ventaja que otros candidatos demócratas.

## En la presidencia de los EE.UU.

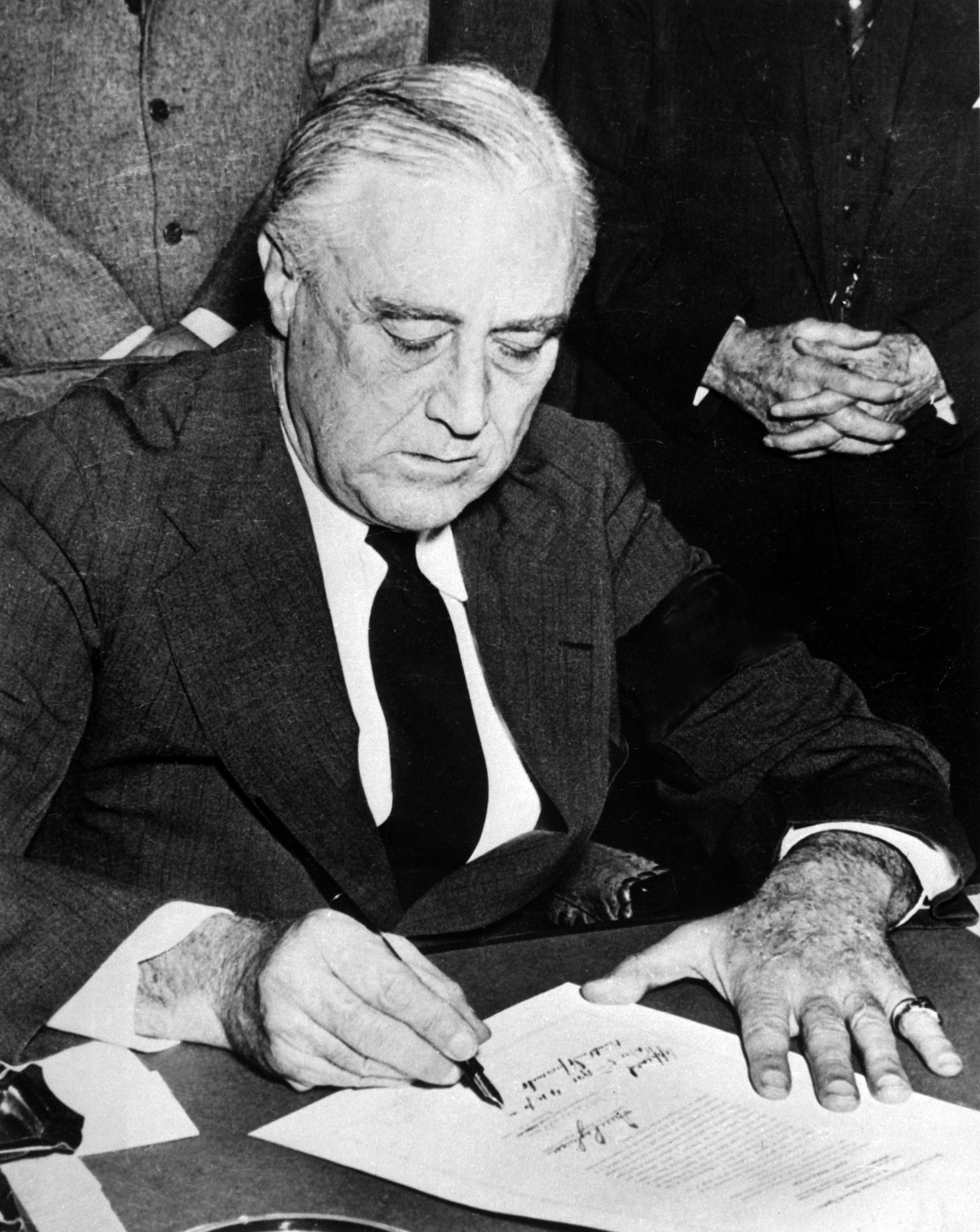
Franklin D. Roosevelt firmando la declaración de guerra a Japón.

Roosevelt y el saliente presidente Hoover el 4 de marzo de 1933.

La crisis económica de 1929 y su apuesta por una nueva política, el New Deal o nuevo pacto global, le hizo ganar la confianza de los estadounidenses en las elecciones de 1932 derrotando al candidato que buscaba la reelección, el republicano Herbert C. Hoover, y convirtiéndose en el presidente de Estados Unidos de América por el Partido Demócrata.
Su política económica New Deal consistió en estimular el gasto público mediante la inversión en infraestructuras; durante sus primeros años de gobierno ejecutó todo tipo de proyectos como hidroeléctricas, carreteras, escuelas y en general todo tipo de obras públicas, modernizando significativamente el país. El New Deal no resolvió la crisis, que perduró hasta que Estados Unidos movilizó su economía con la Segunda Guerra Mundial, momento en el que el número de parados seguía siendo alto. En cambio, su éxito es innegable en el plano social. La política llevada por el presidente Franklin D. Roosevelt cambió el país mediante una revolución, como él mismo expresó: "si es una revolución, es pacífica, llevada a cabo sin violencia, sin el derrumbe del imperio de la ley y sin la negación del derecho equitativo de todo individuo o clase social" (palabras del mismo Franklin D. Roosevelt escritas en su libro En Marcha [The test of our progress]). Por otra parte, los programas del nuevo pacto global o New Deal eran abiertamente experimentales, manifiestamente perfectibles, y, dados los costes de este proceso, se podría haber preferido un programa de cambio más completo. Sin embargo, el carácter imperfecto del New Deal permitió una crítica constructiva y una reflexión más pausada que abrió la vía a un mejoramiento de la democracia estadounidense en los años siguientes y que perdura hasta la actualidad. En materia sindical, la adopción de la ley Wagner permitió hacer de los sindicatos unos colectivos poderosos. Roosevelt relajó las reglas de inmigración como presidente en comparación con Hoover.  La deportación formal y voluntaria cayó para todos los inmigrantes, pero especialmente para los mexicanos.
En febrero de 1933, Roosevelt fue objeto de un intento de asesinato. Giuseppe Zangara, que manifestó su «odio hacia todos los dirigentes», intentó dispararle. Una atenta espectadora, Lillian Cross, le golpeó en el brazo con su bolso cuando apuntaba a Roosevelt. Al disparar el arma, en su lugar hirió de muerte al por entonces alcalde de Chicago, Anton Cermak, sentado al lado de Roosevelt.
Durante su mandato potenció la política exterior luchando por conseguir la primacía mundial estadounidense, estableciendo relaciones diplomáticas con la Unión Soviética en 1933. Como respuesta a la amenaza de la Alemania de Hitler, puso en marcha una serie de medidas preventivas (rearme, economía de guerra, alineación con las potencias occidentales) que prepararon a su país para un posible enfrentamiento armado.
A pesar de no participar en la guerra directamente, estableció un fluido abastecimiento de armas y pertrechos de guerra para sus aliados y, en cambio impidió iguales condiciones para las potencias del Eje, como por ejemplo el bloqueo de hidrocarburos hacia Japón.
El fantasma de la guerra se presentó con el ataque a Pearl Harbor proveniente del mando japonés a la base militar en Pearl Harbor (Oahu) en el Pacífico en el año 1941. Ante esta agresión, Roosevelt declaró ante el Congreso que ese día sería conocido como el día de la infamia y pidió el estado de guerra al Congreso. Actuó firme y enérgicamente en todos los aspectos necesarios para llevar a su país y su industria a un óptimo esfuerzo de guerra.
Ordenó el internamiento de 120 000 japoneses y ciudadanos estadounidenses de ascendencia nipona, incluyendo ancianos, mujeres y niños (en contraste con desproporcionalmente pocos alemanes e italianos), en campos de concentración en la costa oeste de Estados Unidos.  Inicialmente regaló $2 millardos a la Unión Soviética, y le prestó dinero para 2250 tanques, 1285 aviones y otros 46 509 vehículos militares, además de 167 995 toneladas de alimentos,  613 822 kilómetros de cable telefónico, 56 445 teléfonos, y 300 000 toneladas de combustible; y posteriormente prometió enviar cada mes 5000 toneladas mensuales de explosivos, 25 000 de carne, y 12 000 de manteca.  Aprobó presupuestos de guerra destinados no solo a reconstruir los acorazados hundidos en Pearl Harbor sino también a la implementación de una flota superior a la que se tenía a la entrada de la guerra. Propuso y apoyó la Incursión Doolittle como primera respuesta ofensiva al territorio japonés en marzo de 1942 y mantuvo un fuerte ascendiente sobre el alto mando de las fuerzas armadas.

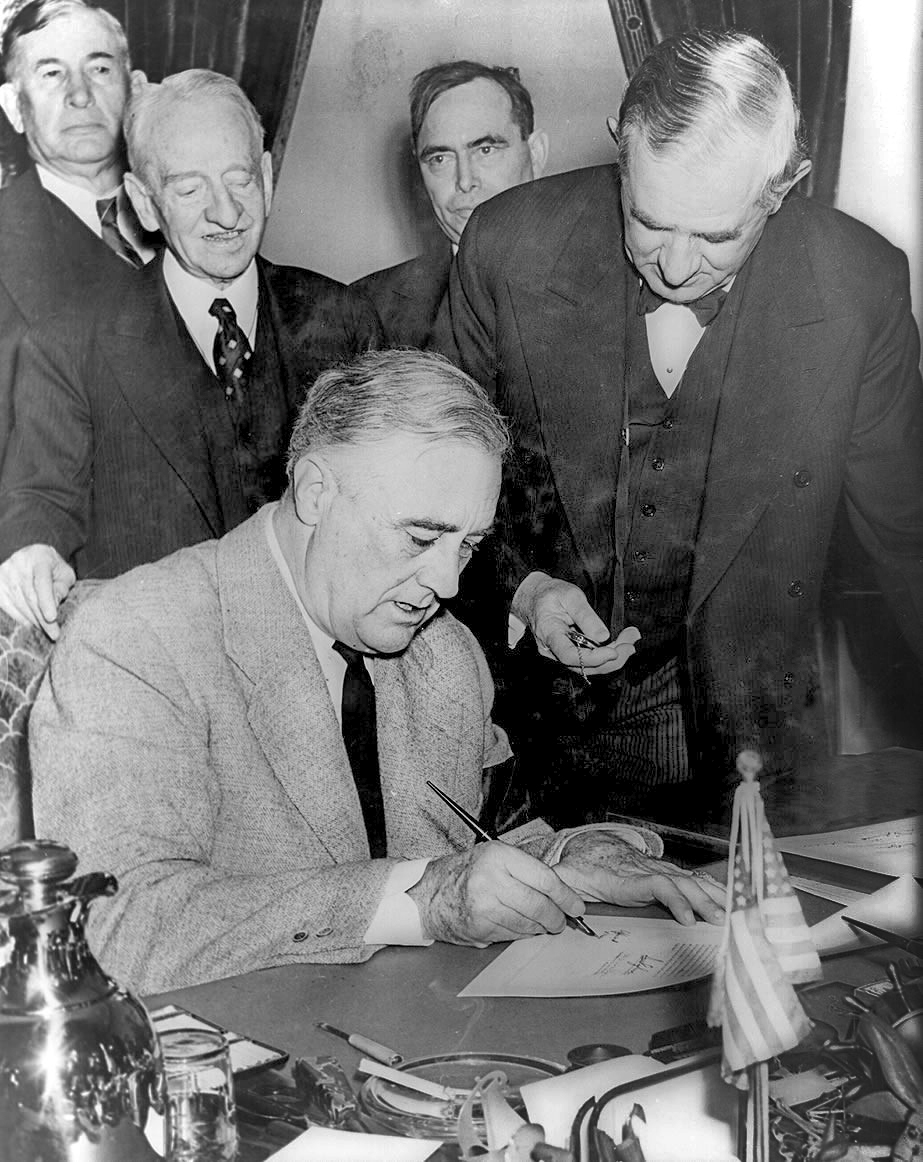
Franklin Delano Roosevelt el 11 de diciembre de 1941 firmando la declaración de guerra a la Alemania Nazi.

Partidario de la vía diplomática y de mantener contactos personales con los políticos aliados, se entrevistó en varias ocasiones, por separado y conjuntamente, con Winston Churchill y Stalin para conseguir acuerdos al finalizar la Segunda Guerra Mundial en la Conferencia de Yalta. 

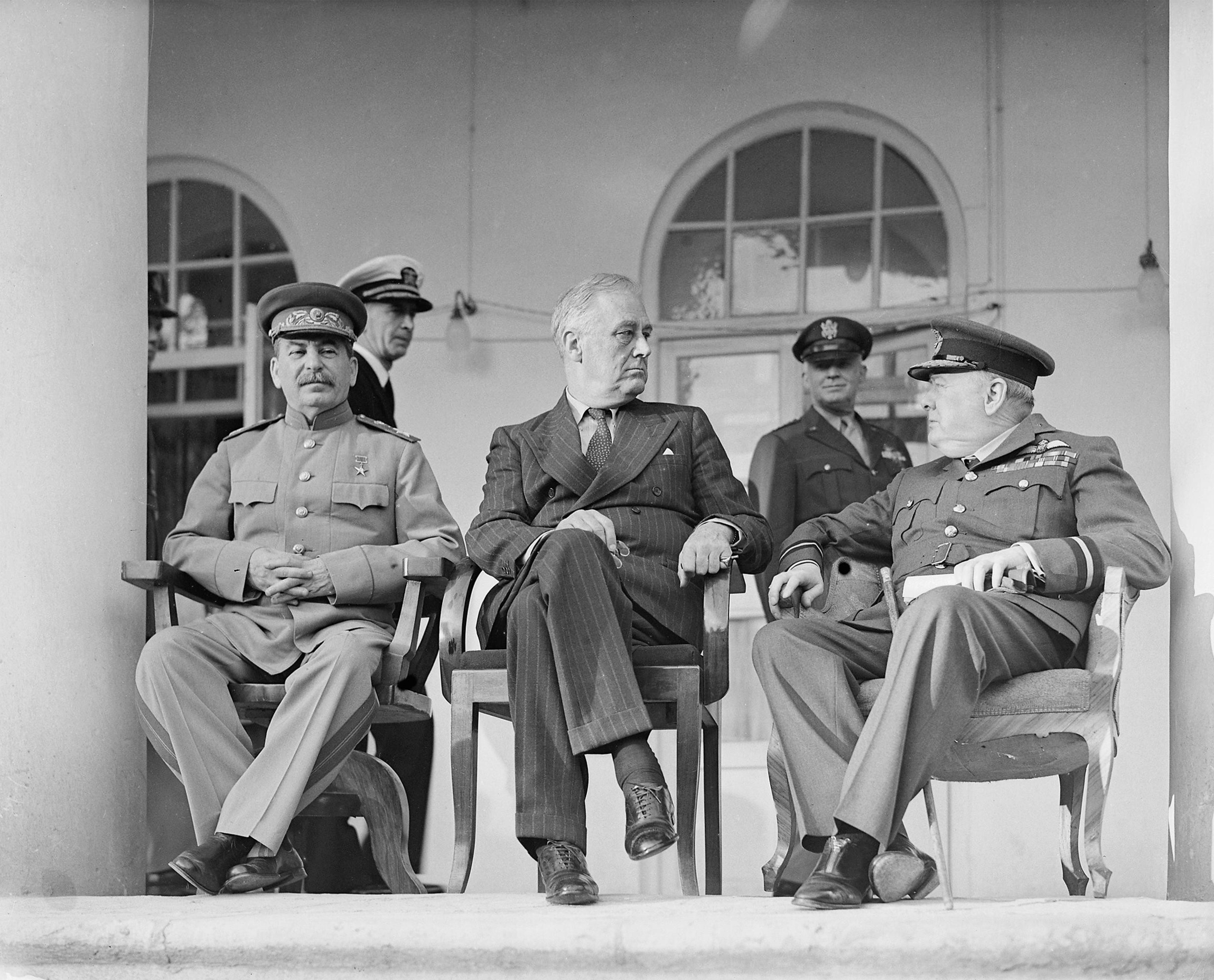
Iósif Stalin, Franklin D. Roosevelt y Winston Churchill en la terraza de la legación soviética en Teherán, durante la primera Conferencia de los «Tres Grandes», noviembre de 1943.

 En esta línea y de acuerdo con su deseo de lograr un entendimiento pacífico entre los distintos países, promovió la creación de una Organización de las Naciones Unidas (ONU). En su labor política, además, destaca el importante papel jugado por su esposa Eleanor.
Aunque aprobó y puso en marcha el proyecto Manhattan, para el desarrollo de la bomba atómica, no alcanzó a decidir sobre su uso.
Andréi Gromyko, embajador de la Unión Soviética en los EE. UU. desde 1943 hasta 1946, dijo en 1988 sobre Franklin D. Roosevelt:

Nunca empleaba palabras desagradables en las conversaciones, incluso con sus oponentes políticos, excepto, claro está, con los enemigos de América en la guerra. Siempre que hubiera podido ir bien una palabra desagradable, Roosevelt recurría en su lugar al humor, aun cuando sus ingeniosos comentarios pudieran ser dolorosos. De mi observación personal, por ejemplo, en Yalta, puedo decir que demostraba un gran control, procurando incluso, en momentos de gran tensión, aportar a la discusión un aspecto positivo de compromiso.
Andréi Gromyko, Memorias (1988) p.61

## Muerte
En la tarde del 12 de abril de 1945, Roosevelt dijo: «Siento un terrible dolor en la parte trasera de la cabeza». 

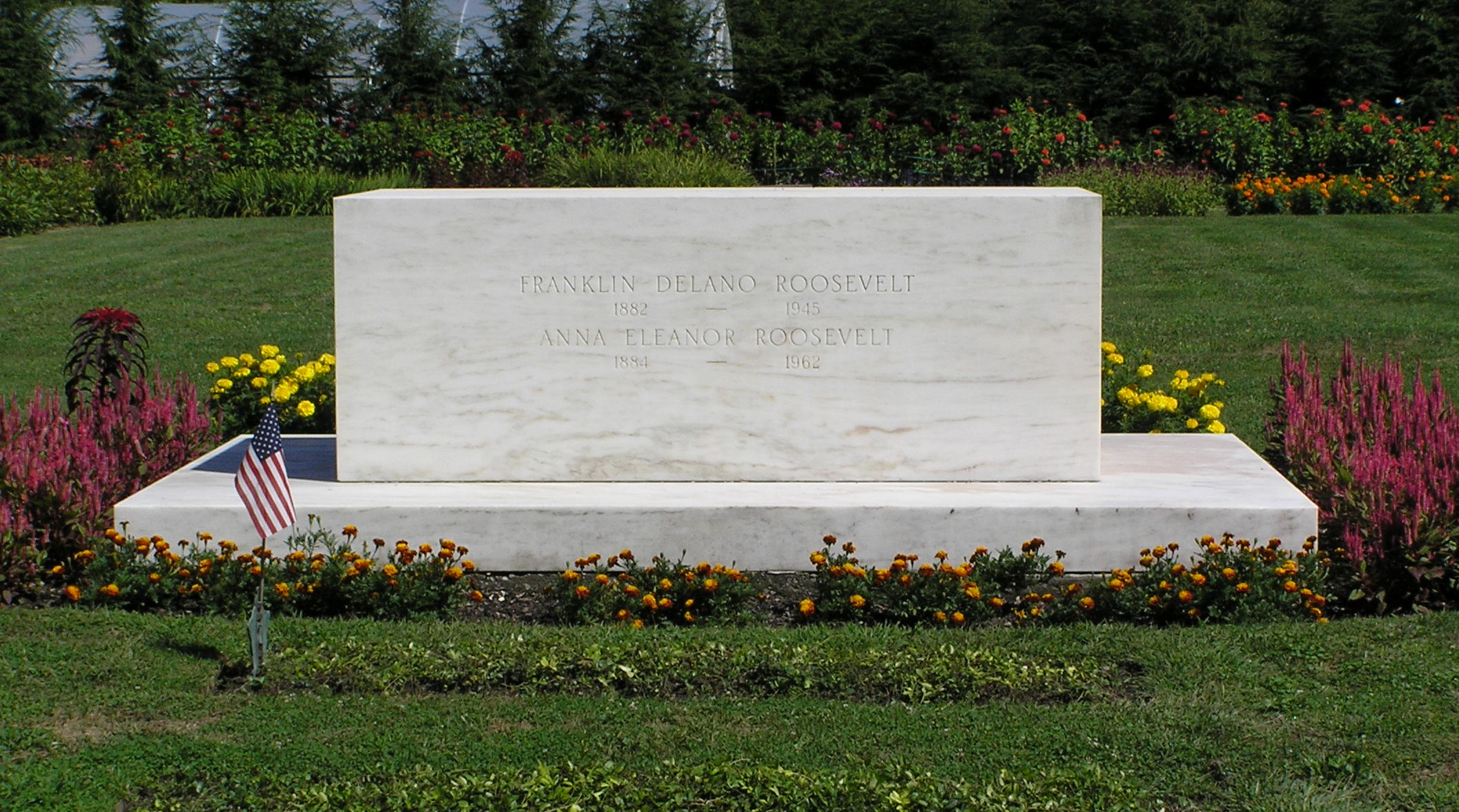
Tumba de Franklin y Eleanor Roosevelt en la Biblioteca y Museo Presidencial de Franklin D. Roosevelt en Hyde Park.

Luego cayó hacia delante de su silla, inconsciente, y fue llevado a su dormitorio. Según el Dr. Howard Bruenn, el presidente fue diagnosticado de una hemorragia cerebral masiva, y falleció a las 15:35 horas ese mismo día, a las puertas del fin del conflicto, sin ver concluida la Segunda Guerra Mundial y sin lograr un acuerdo con Stalin.
El cuerpo de Roosevelt fue colocado en un ataúd cubierto con la bandera y cargado en el tren presidencial de Fernando de Magallanes para su regreso a Washington.  Debido a que Estados Unidos aún se encontraba en estado de guerra, se consideró inapropiado un funeral de estado y se optó por una ceremonia más modesta. A pesar de ello, miles de personas acudieron en masa a la ruta para presentar sus respetos.
La muerte le impidió completar su último mandato tras las elecciones de noviembre de 1944. Se trata del único presidente que rompió la tradición constitucional establecida por George Washington de no ejercer más de dos mandatos (o no reelegirse más de una vez), y que ha gobernado durante cuatro mandatos (1933-1945). En 1947 el Congreso aprobó la Vigesimosegunda Enmienda que limita a dos, los mandatos del presidente. El entonces vicepresidente Harry Truman fue quien lo sucedió por el resto de su mandato.

### Artículos
- Friedman, Milton (febrero de 1992). «Franklin D. Roosevelt, Silver, and China». Journal of Political Economy (en inglés) (Chicago: University of Chicago Press) 100 (1): 62-83. doi:10.2307/2138806.
- Higgs, Robert (septiembre de 1998). «The Mythology of Roosevelt and the New Deal» [La Mitología de Roosevelt y del Nuevo Trato]. The Freeman: Ideas on Liberty (en inglés) (Nueva York: Foundation for Economic Education) 48 (9): 553-557. Archivado desde el original el 20 de octubre de 2012. Consultado el 28 de mayo de 2012.

### Libros
- Flynn, John T. (1948). The Roosevelt Myth [El Mito de Roosevelt] (en inglés). Nueva York: The Devin-Adair Company. Consultado el 28 de mayo de 2012.
- Murphy, Robert P. (2009). The Politically Incorrect Guide to the Great Depression and the New Deal [La Guía Político Incorrecta a la Gran Depresión y al Nuevo Trato] (en inglés). Washington: Regnery. ISBN 9780895260475.
- Gromyko, Andrei (1989). Memorias. ISBN 84-03-59013-X.

- Burns, James MacGregor (1956). Roosevelt: The Lion and the Fox. Easton Press. ISBN 978-0-15-678870-0.